# Loire-Nieuport LN.401

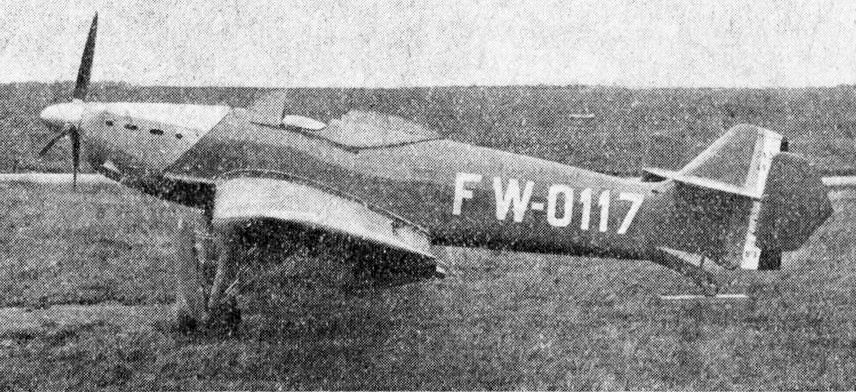
Foto do Loire Nieuport LN-40 na L'Aerophile, agosto de 1943

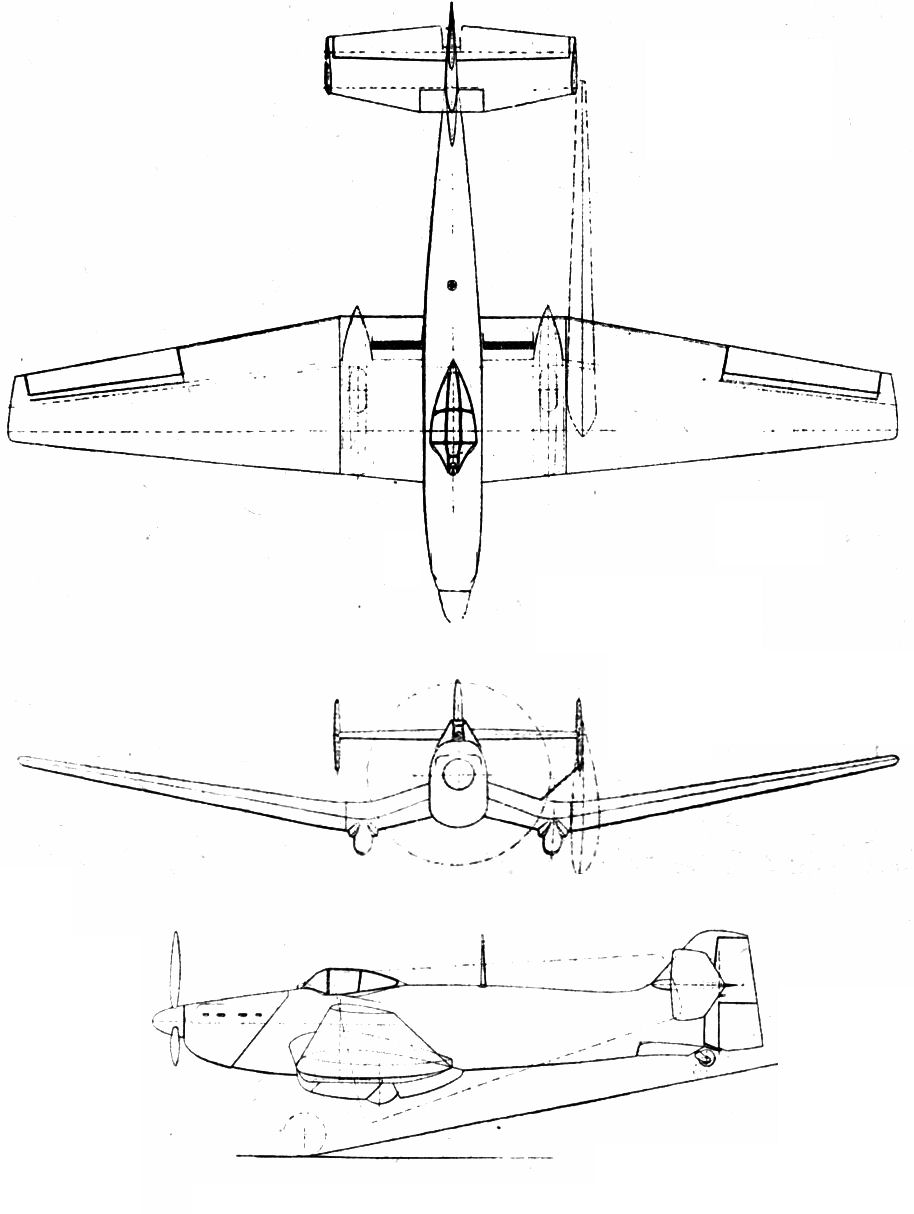
Desenho do Loire Nieuport LN-40 na L'Aerophile, agosto de 1943

Loire-Nieuport LN.40 foi uma família de caça-bombardeiros franceses, contruídos para a Aviação Naval Francesa no final da década de 1930, servindo durante a Segunda Guerra Mundial.

## Projeto e desenvolvimento
Entre 1932 e 1936, a Nieuport-Delage vinha desenvolvendo um caça-bombardeiro de dois assentos, o Nieuport Ni.140, para a Aéronautique Navale, o braço de aviação da Marinha Francesa. Foi renomeado como Loire-Nieuport LN.140 após a empresa ter sido absorvida na Loire-Nieuport, em 1933. O primeiro de dois protótipos, o LN.140-01, voou pela primeira vez em 12 de março de 1935, mas se acidentou em julho durante um pouso forçado, não sendo mais reparado. Os testes em voo continuaram com o segundo protótipo, o LN.140-02, até que posteriormente o desenvolvimento foi abandonado devido a outro acidente em julho de 1936.
Os esforços de desenvolvimento concentraram-se então no projeto LN.40, que utilizou a experiência obtida com o LN.140, mas com um novo e aerodinamicamente mais refinado projeto, substituindo o trem de pouso fixo do LN.140 com pernas retráteis, além de dispensar o segundo tripulante. No segundo semestre de 1937, foi recebido um pedido para a construção de um protótipo, seguido de outro pedido para a produção de sete aeronaves para utilização no porta-aviões Béarn e outros três para avaliação da Força Aérea. Esta, por sua vez, expressou interesse em um derivado do LN.40 que seria baseado em terra firme, designado de LN.41. Os planos iniciais eram para produzir 184 aeronaves a fim de equipar seis esquadrões de caças-bombardeiros com 18 aeronaves cada, além das reservas.
O protótipo fez seu primeiro voo em 6 de julho de 1938, com o segundo sendo realizado em janeiro de 1939 e o terceiro em maio. Quatro protótipos foram entregues em julho, passando por testes em porta-avões a bordo do Béarn. Entretanto, os testes demonstraram que os freios aerodinâmicos não eram eficientes, levando à sua remoção para utilizar o trem de pouso e suas portas como freios aerodinâmicos. O LN.40 também não podia conduzir ataques em mergulho com os tanques de combustível cheios. A aeronave era muito lenta para a Força Aérea, que solicitou o desenvolvimento de um caça-bombardeiro mais rápido, que veio a se tornar o Loire-Nieuport LN.42.
Em julho de 1939, a Loire-Nieuport recebeu um pedido de 36 LN.401 para a Marinha e 36 LN.411 para o Exército. O LN.411 era idêntico ao LN.401, exceto pela remoção do cabo de desaceleração, o mecanismo de dobra da asa e dispositivos de flutuação de emergência. Os primeiros LN.411 foram entregues em setembro, coincidindo com um pedido da Força Aérea para a produção de 270 aeronaves, sendo recusada em outubro, com os LN.411 sendo enviados para a Marinha.
A Loire-Nieuport também tentou desenvolver uma versão mais rápida, substituindo o motor Hispano-Suiza 12Y-31 de 860 hp (641 kW) pelo Hispano-Suiza 12Xcrs de 690 hp (515 kW) do LN.401. Este, chamado LN.402 fez seu primeiro voo em 18 de novembro de 1939. Entretanto, desenvolvimentos futuros do LN.402 foram cancelados após a derrota francesa em maio de 1940 e o armistício que a seguiu.
O desenvolvimento final foi o LN.42 com uma asa de gaivota invertida e placas adicionais nos profundores, utilizando um motor muito mais potente, o Hispano-Suiza 12Y-51 com 1 100 hp (820 kW), sendo entretanto, tarde demais para a Segunda Guerra Mundial, fazendo apenas alguns pequenos voos antes da França cair durante a batalha de 1940, quando foi escondido dos alemães pelo período da guerra. Os testes em voo retornaram em 24 de agosto de 1945 e foram até 1947, mas nenhum interesse foi demonstrado pelo modelo agora obsoleto, sendo apenas um protótipo construído.

## Histórico operacional
Duas esquadrilhas (em francês:  escadrilles) da Marinha, designadas AB2 e AB4, receberam os LN.401/411 entre o final de 1939 e início de 1940. O AB2 recebeu seus primeiros caças-bombardeiros em novembro de 1939, enquanto o AB4 recebeu o LN.411 rejeitados pela Força Aérea a partir de fevereiro de 1940. Estes aviões rejeitados foram bem-recebidos pela Marinha, pelo fato da produção do LN.401 ser muito lenta.
Ambos usaram o modelo em combate durante a Batalha da França em ataques ao solo contra colunas motorizadas alemãs e concentrações de tropa. As perdas foram grandes. Um ataque em 19 de maio resultou na perda de 10, de um total de 20 caças-bombardeiros enviados, enquanto sete dos sobreviventes ficaram suficiente danificados para não poder mais voar. A razão de produção do LN.401 e LN.411 era insuficiente para substituir as perdas e em cerca de um mês de luta, os dois esquadrões perderam dois terços de sua força.
Após o armistício com a Alemanha, os caças-bombardeiros foram aposentados e duas esquadrilhas foram equipadas com o bombardeiro Glenn-Martin 167-F.

## Variantes
Nieuport Ni.140
Projeto original da Nieuport, voando pela primeira vez em 12 de março de 1935. Renomeado Loire-Nieuport LN.140 após a fusão entre a Loire e Nieuport. Ambos os protótipos foram perdidos até julho de 1936, quando os esforços foram transferidos para o LN.40.
LN.40
Versão de pré-produção. Sete construídos.
LN.41
LN.40 para operação em terra, proposta.
LN.401
Modelo de produção do caça-bombardeiro de porta-aviões com assento único. 15 aeronaves construídas.
LN.411
Versão para operação em terra do 401, com os equipamentos navais removidos; 45 aeronaves construídas.
LN.402
Um protótipo equipado com um motor Hispano-Suiza 12Y-31 de 860 hp (641 kW).
LN.42
Desenvolvimento de 1940 que dispensou a asa de gaivota invertida. O único protótipo utilizava um motor Hispano-Suiza 12Y-51 1 100 hp (820 kW).

## Operadores
França
- Marinha Nacional Francesa
- Exército do Ar Francês
- Força Aérea da França de Vichy